# Марилівський спиртовий завод
Державне підприємство «Марилівський спиртовий завод» —  підприємство харчової промисловості, який розташований у селищі Нагірянка Чортківського району Тернопільської області України. Входить до складу державного підприємства «Укрспирт».

## Історія
1921 року графом Лянскоронським засновано завод  з потужністю 40—50 дал. на добу.
Із 1938 року через закон про монополію, завод переходить в державну монополію.
Від 1945 року Марилівський спиртовий завод є державним підприємством.
На сьогоднішній день спирт-завод  розвинуте підприємство є структурною одиницею виробничого об’єднання «Тернопільспирт» концерну «Укрспирт».
Протягом 1970—1982 років на заводі проведено капітальну реконструкцію.
З 1985 року працює на природному газі, підведена на територію заводу залізнична колія.

## Приватизація
У 2020 р. Марилівський спиртовий завод виставлено на аукціон, який відбудеться 12 листопада. Початкова ціна - майже 55 млн гривень. 